# 斯托納姆 (麻薩諸塞州)
斯托納姆（英語：Stoneham）是一個位於美國麻薩諸塞州米德爾塞克斯縣的鎮。

## 人口
根據2020年美國人口普查的數據，斯托納姆的面積為17.40平方千米，當中陸地面積為15.90平方千米，而水域面積為1.50平方千米。當地共有人口23244人，而人口密度為每平方千米1,336人。